# 2005–2006-os cseh labdarúgó-bajnokság (első osztály)
A 2005–2006-os cseh labdarúgó-bajnokság a cseh labdarúgó-bajnokság legmagasabb osztályának 13. alkalommal megrendezett bajnoki éve volt. A pontvadászat 16 csapat részvételével, 2005. július 7-én indult és 2006. május 13-án ért véget.
A bajnoki címet a Slovan Liberec csapata nyerte, mely a klub történetének 2. bajnoki címe. A Vysočina Jihlava és a Chmel Blšany kiesett az élvonalból.

## A bajnokság rendszere
A pontvadászat 16 csapat részvételével zajlott, a csapatok őszi–tavaszi lebonyolításban oda-visszavágós, körmérkőzéses rendszerben mérkőztek meg egymással. Minden csapat minden csapattal két alkalommal játszott, egyszer pályaválasztóként, egyszer pedig idegenben.
A pontvadászat végső sorrendjét a 30 bajnoki forduló mérkőzéseinek eredményei határozták meg a szerzett összpontszám alapján kialakított rangsor szerint. A mérkőzések győztes csapatai 3 pontot, döntetlen esetén mindkét csapat 1-1 pontot kapott. Vereség esetén nem járt pont.

## Változások a 2004–05-ös szezont követően
Búcsúzott az élvonaltól
- Drnovice, nem kapta meg az induláshoz szükséges licencet.
- České Budějovice 15. helyezettként.
- Opava 16. helyezettként.

Feljutott az élvonalba
- SIAD Most, a másodosztály (Druhá liga) győzteseként.
- Vysočina Jihlava a másodosztály 2. helyezettjeként.
- Viktoria Plzeň a másodosztály 3. helyezettjeként.

## A bajnokság végeredménye
| #   | Csapat           | M  | Gy | D  | V  | RG | KG | P  |
| --- | ---------------- | -- | -- | -- | -- | -- | -- | -- |
| 1.  | Slovan Liberec   | 30 | 16 | 11 | 3  | 43 | 22 | 59 |
| 2.  | Mladá Boleslav   | 30 | 16 | 6  | 8  | 50 | 36 | 54 |
| 3.  | Slavia Praha     | 30 | 15 | 9  | 6  | 56 | 34 | 54 |
| 4.  | Teplice          | 30 | 12 | 16 | 2  | 38 | 24 | 52 |
| 5.  | Sparta Praha     | 30 | 13 | 6  | 11 | 43 | 39 | 45 |
| 6.  | Baník Ostrava    | 30 | 10 | 10 | 10 | 35 | 32 | 40 |
| 7.  | Slovácko         | 30 | 9  | 11 | 10 | 29 | 28 | 38 |
| 8.  | Jablonec 97      | 30 | 10 | 7  | 13 | 35 | 39 | 37 |
| 9.  | Sigma Olomouc    | 30 | 10 | 7  | 13 | 34 | 44 | 37 |
| 10. | SIAD Most        | 30 | 10 | 6  | 14 | 34 | 41 | 36 |
| 11. | Tescoma Zlín     | 30 | 8  | 11 | 11 | 27 | 33 | 35 |
| 12. | Zbrojovka Brno   | 30 | 7  | 14 | 9  | 35 | 36 | 35 |
| 13. | Marila Příbram   | 30 | 8  | 10 | 12 | 36 | 36 | 34 |
| 14. | Viktoria Plzeň   | 30 | 7  | 10 | 13 | 30 | 43 | 31 |
| 15. | Vysočina Jihlava | 30 | 6  | 11 | 13 | 20 | 36 | 29 |
| 16. | Chmel Blšany     | 30 | 5  | 11 | 14 | 22 | 44 | 26 |

- A Slovan Liberec a 2005-2006-os szezon bajnoka.
- A Slovan Liberec és a Mladá Boleslav részt vett a 2006–07-es UEFA-bajnokok ligájában.
- A Slavia Praha és a Sparta Praha részt vett a 2006–07-es UEFA-kupában.
- A Vysočina Jihlava és a Chmel Blšany kiesett a másodosztályba (Druhá liga).